# Kingidium
Die Einteilung der Lebewesen in Systematiken ist kontinuierlicher Gegenstand der Forschung. So existieren neben- und nacheinander verschiedene systematische Klassifikationen. 
Das hier behandelte Taxon ist durch neue Forschungen obsolet geworden oder ist aus anderen Gründen nicht Teil der in der deutschsprachigen Wikipedia dargestellten Systematik.

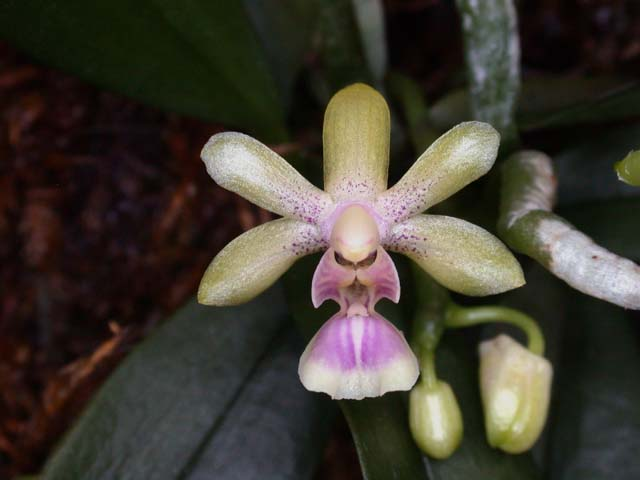
Kingidium wightii, jetzt Phalaenopsis deliciosa subsp. deliciosa

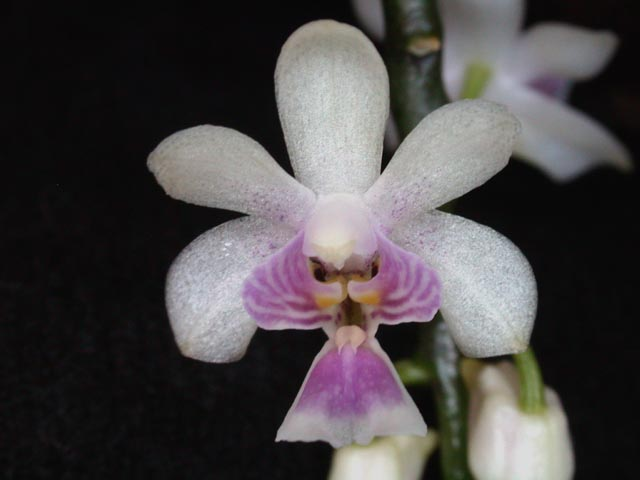
Kingidium deliciosum, jetzt Phalaenopsis deliciosa

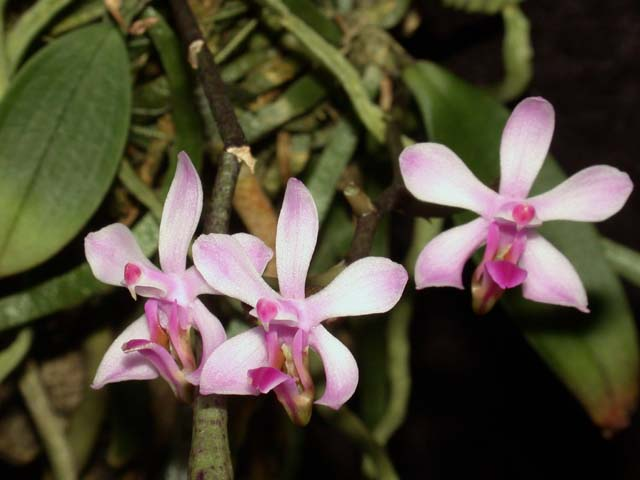
Kingidium taeniale, jetzt Phalaenopsis taenialis

Die Gattung Kingidium gehörte zur Familie der Orchideen (Orchidaceae). Der Gattungsname wurde durch Eric Alston Christenson aufgrund morphologischer Untersuchungen mit Phalaenopsis synonymisiert, was in mehreren späteren genetischen Untersuchungen bestätigt wurde. Der Gattungsname Kingidium ist also ein (heterotypisches) Synonym für die Gattung Phalaenopsis.
Der botanische Name Kingiella und dessen Ersatzname Kingidium wurde zu Ehren von Sir George King (1840–1909) gewählt, der sich besonders um die Erforschung der indischen Orchideen verdient gemacht hat.

## Merkmale
Die der ehemaligen Gattung Kingidium zugeordneten Arten wurden durch ein Merkmal der Blütenanatomie von ähnlichen Arten, insbesondere der Gattung Phalenopsis unterschieden: Die seitlichen Sepalen sind mit der Lippe an der Basis vereinigt und bilden dort eine einem kurzen Sporn ähnliche, sackartige Aufweitung.

## Taxonomie
Der Gattungsname Kingidium wurde durch Peter Francis Hunt 1970 als Ersatzname für die von Robert Allen Rolfe beschriebene Gattung Kingiella eingeführt. Dieser Name war seiner Ansicht nach präokkupiert durch die (ähnlich geschriebene) 1895 beschriebene Kingella van Tiegh., eine Gattung der Loranthaceae. Rolfes Gattung Kingiella enthielt fünf Arten, von denen Hunt zwei Arten für Kingidium anerkannte, Kingidium decumbens (Griff.) P. F. Hunt und Kingidium taenialis (Lindl.) P. F. Hunt. Hunt übernahm dabei einen Fehler, den schon Rolfe gemacht hatte. Dieser hatte das Typusexemplar von Aerides decumbens Griff. fehlbestimmt und der falschen Art zugeordnet, der korrekte Name dieser Art in der Gattung ist Kingidium deliciosum (Reichb. f.) Sweet.
Eric Alston Christenson erkannte in den Vorarbeiten zu seiner Monografie der Gattung Phalenopsis (veröffentlicht 2001), dass die Zusammenfügung der Arten, aufgrund des von Rolfe definierten Merkmals, eine künstliche Gruppierung war, die Arten sind untereinander nicht näher verwandt. 1986 synonymisierte er daher Kingidium mit Phalaenopsis und ordnete deren frühere Arten innerhalb der Gattung Phalaenopsis verschiedenen Sektionen zu. Dies wurde später mehrfach bestätigt und ist heute allgemein anerkannt.
Zur Gattung wurden etwa die folgenden Arten gerechnet:
- Phalaenopsis parishii, als Kingidium decumbens (Lindl.) P.F. Hunt
- Phalaenopsis taenialis als Kingidium taeniale (Lindl.) P.F.Hunt
- Phalaenopsis bracceana als Kingidium braceanum (Hook.f.) Seidenf.
- Phalaenopsis deliciosa als Kingidium deliciosum (Rchb.f.) H.R.Sweet, Kingidium philippinense (Ames) O.Gruss & Roellke, Kingidium wightii (Rchb.f.) O.Gruss & Roellke
- Phalaenopsis finleyi als Kingidium minus Seidenf. (1988 erstbeschrieben)